# World Mountain Running Association
La World Mountain Running Association ou (WMRA), en français Association mondiale de course en montagne, est l'organe directeur mondial de la course en montagne.
Afin de répondre aux exigences de l'IAAF, la course à la montagne se déroule sur un terrain qui est principalement hors route (et bien evidemment hors stade), mais lorsque le parcours présente un dénivelé important, le recours aux routes exposées est autorisé. Les courses présentent toujours des dénivelés très significatifs en ascension quasi permanente (courses en montée), ou alors les parcours peuvent comporter ascension et descente (pour les courses vers le haut et vers le bas avec le début et la fin à des hauteurs similaires). Le dénivelé moyen est généralement compris entre 5 et 20 %. Les courses sont clairement balisées afin d'éviter les sections dangereuses.
La WMRA a été fondée en 1984 en tant qu'International Committee for Mountain Running (Comité international pour les courses en montagne). La décision d'en changer le nom pour devenir la World Mountain Running Association fut  prise en 1998. En 1985, l'organisation a organisé le premier Trophée mondial de la montagne. En 2002, l'IAAF a officiellement reconnu le Trophée mondial en tant que compétition internationale et, en 2009, le nom a été changé en Championnat du monde de montagne.
Le WMRA organise également le World Long Distance Mountain Running Challenge (Challenge mondial de la course à la montagne à longue distance) devenu championnats du monde de course en montagne longue distance en 2015 ainsi que la Coupe du monde de course en montagne.

## Organisation

### Présidents

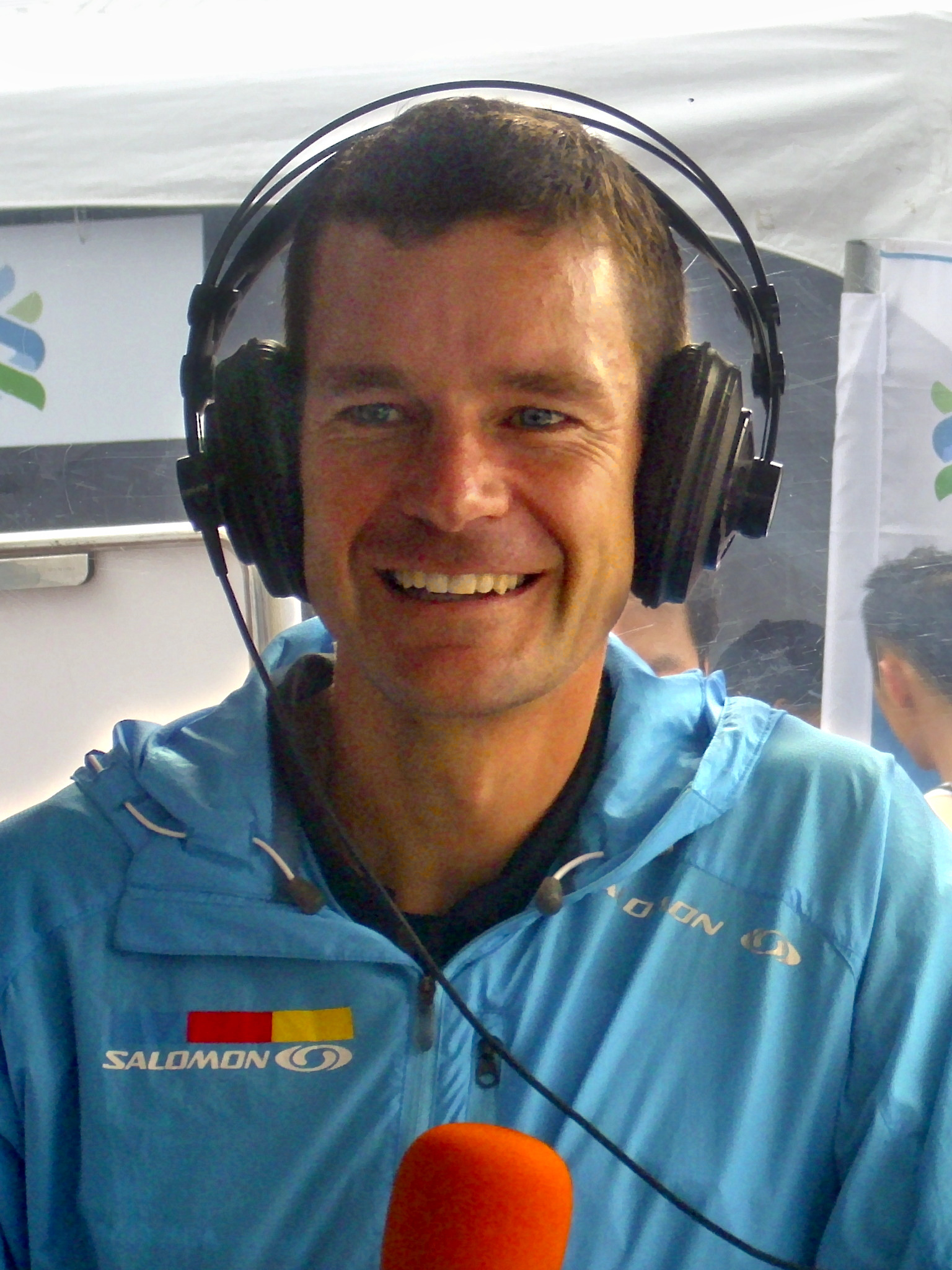
Le Néo-Zélandais Jonathan Wyatt, président de la WMRA entre 2017 et 2022

Le multiple champion du monde de course en montagne Jonathan Wyatt est élu président de la WMRA le 29 juillet 2017.
| Nom             | Pays             | Date               |
| --------------- | ---------------- | ------------------ |
| Angelo De Biasi | Italie           | 1985 — 1993        |
| Danny Hughes    | Royaume-Uni      | 1993 — 2009        |
| Bruno Gozzelino | Italie           | 2009 — 2017        |
| Jonathan Wyatt  | Nouvelle-Zélande | 2017 — 2022        |
| Tomo Šarf       | Slovénie         | 2022 — Aujourd'hui |